# Chora (huyện)
Chora là một huyện thuộc tỉnh Oruzgan, Afghanistan. Dân số thời điểm năm 1999 là 34,637 người.